# Liste des longs métrages nicaraguayens proposés à l'Oscar du meilleur film international
Cet article présente la liste des longs métrages nicaraguayens proposés à l'Oscar du meilleur film international.

## Films proposés par le Nicaragua
| Année (Cérémonie) | Titre français                | Titre original                | Langue(s) | Réalisateur     | Résultat  |
| ----------------- | ----------------------------- | ----------------------------- | --------- | --------------- | --------- |
| 1983 (55e)        | Alsino et le Condor           | Alsino y el cóndor            | espagnol  | Miguel Littín   | Nommé     |
| 1989 (61e)        | El espectro de la guerra (en) | El espectro de la guerra (en) | espagnol  | Ramiro Lacayo   | Non nommé |
| 2011 (83e)        | La Yuma                       | La Yuma                       | espagnol  | Florence Jaugey | Non nommé |